# Бэйчуань-Цянский автономный уезд
Бэйчуань-Цянский автономный уезд (кит. упр. 北川羌族自治县, пиньинь Běichuān Qiāngzú zìzhìxiàn) — автономный уезд в городском округе Мяньян, провинция Сычуань, КНР.

## История
Уезд Бэйчуань (北川县) был образован в 566 году при империи Северная Чжоу. При империи Тан из уезда Бэйчуань был выделен уезд Шицюань (石泉县), а впоследствии уезд Бэйчуань был присоединён к уезду Шицюань.
Когда после Синьхайской революции образовалась Китайская республика, то в 1914 году в связи с тем, что в провинции Шэньси также существовал уезд Шицюань, данный уезд был переименован в Бэйчуань.
В 1935 году через территорию уезда прошли войска Красной армии, совершавшие Великий поход.
В 1953 году в провинции Сычуань был образован Специальный район Цзяньгэ (剑阁专区), и уезд вошёл в его состав. В 1952 году Специальный район Цзяньгэ был переименован в Специальный район Гуанъюань (广元专区). В 1953 году Специальный район Гуанъюань был расформирован, и уезд Бэйчуань вошёл в состав Специального района Мяньян (绵阳专区). В 1970 году он был преобразован в Округ Мяньян (绵阳地区). В 1985 году округ Мяньян был преобразован в городской округ Мяньян.
В 2003 году решением Госсовета КНР уезд Бэйчуань был преобразован в Бэйчуань-Цянский автономный уезд.

## Население
56,7 % населения — цяны, 40,1 % — китайцы.

## Административное деление
Бэйчуань-Цянский автономный уезд делится на 8 посёлков, 14 волостей и 1 национальную волость.